# Afrolatinoamericano
Los términos afrolatinoamericano o latinoamericano negro se refieren a personas de América Latina mayormente de ascendencia africana.
El término no es ampliamente usado en Latinoamérica fuera del ámbito académico. Normalmente, a los afrolatinoamericanos se les denomina negros (en portugués: negro o preto, en francés: noir). Comúnmente, para referirse a aspectos de origen africano dentro de ciertos países de América Latina, se le agrega el prefijo «afro-» después de la nacionalidad deseada. Algunos ejemplos de esta práctica son afrocubano, afrobrasileño, y afrohaitiano
Se ha cuestionado la precisión de estadísticas sobre los afrolatinoamericanos, especialmente las que provienen de censos en donde los individuos se identifican con su propia denominación debido a que, en varios países, el hecho de poseer ascendencia africana genera reacciones mixtas.

## Historia
En los siglos XV y XVI, los españoles y portugueses trajeron a América a mucha gente de origen africano. Pedro Alonso Niño, considerado el primero de varios exploradores del Nuevo Mundo de ascendencia africana, fue un navegante que formó parte de la primera expedición de Cristóbal Colón en 1492. Los africanos que venían del África Occidental llegaron a Latinoamérica como parte del comercio atlántico de esclavos como mano de obra servil, doméstica, agrícola y minera. También eran empleados en el trazado de mapas y la exploración (como Estevanico) e incluso participaron en la conquista (como Juan Valiente). Latinoamérica y el Caribe recibieron el 95% de los africanos que llegaron a América, con el 5% restante yendo a la Angloamérica.
Los países que tienen las más altas poblaciones de africanos, mulatos y zambos en la actualidad son Brasil (con 54 millones si se incluye a la población parda brasileña con fenotipo mulato), Haití (8,7 millones), República Dominicana (8,5 millones), Cuba, (7 millones), Colombia (5 millones), Venezuela (4 millones) y Perú (1,2 millones).
Algunos términos tradicionales para referirse a los afrolatinoamericanos que desarrollaron su propia cultura son «garífuna» (en Nicaragua, Honduras, Guatemala y Belice), «cafuzo» (en Brasil) y «zambo» en los Andes y Centroamérica. El término «marabou» en Haití hace referencia a una persona de etnia mestiza.
La mezcla de estas culturas africanas con las culturas española, portuguesa, francesa y las culturas nativas de Latinoamérica produjeron varias formas peculiares del lenguaje (el criollo palenquero, el garífuna, el criollo haitiano, y el Español dominicano), de religiones (candomblé, santería y el vudú), música (konpa dirèk, salsa, bachata, punta, Palo de Mayo, plena, samba, merengue, cumbia), artes marciales (capoeira) y danza (rumba, merengue).
Para 2015, México y Chile son los únicos países de Latinoamérica que aún no reconocían formalmente a sus comunidades africanas en sus constituciones. Estos hechos se diferencian de la situación en Brasil y Colombia, países que extendieron los derechos constitucionales de sus poblaciones afrodescendientes.

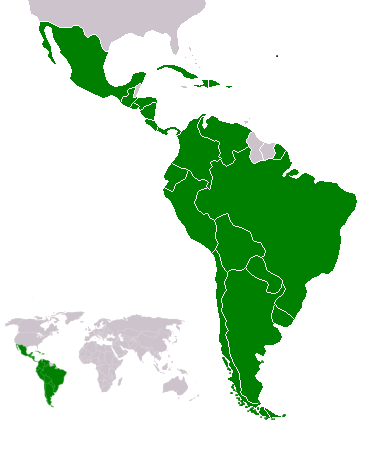
Mapa de Latinoamérica

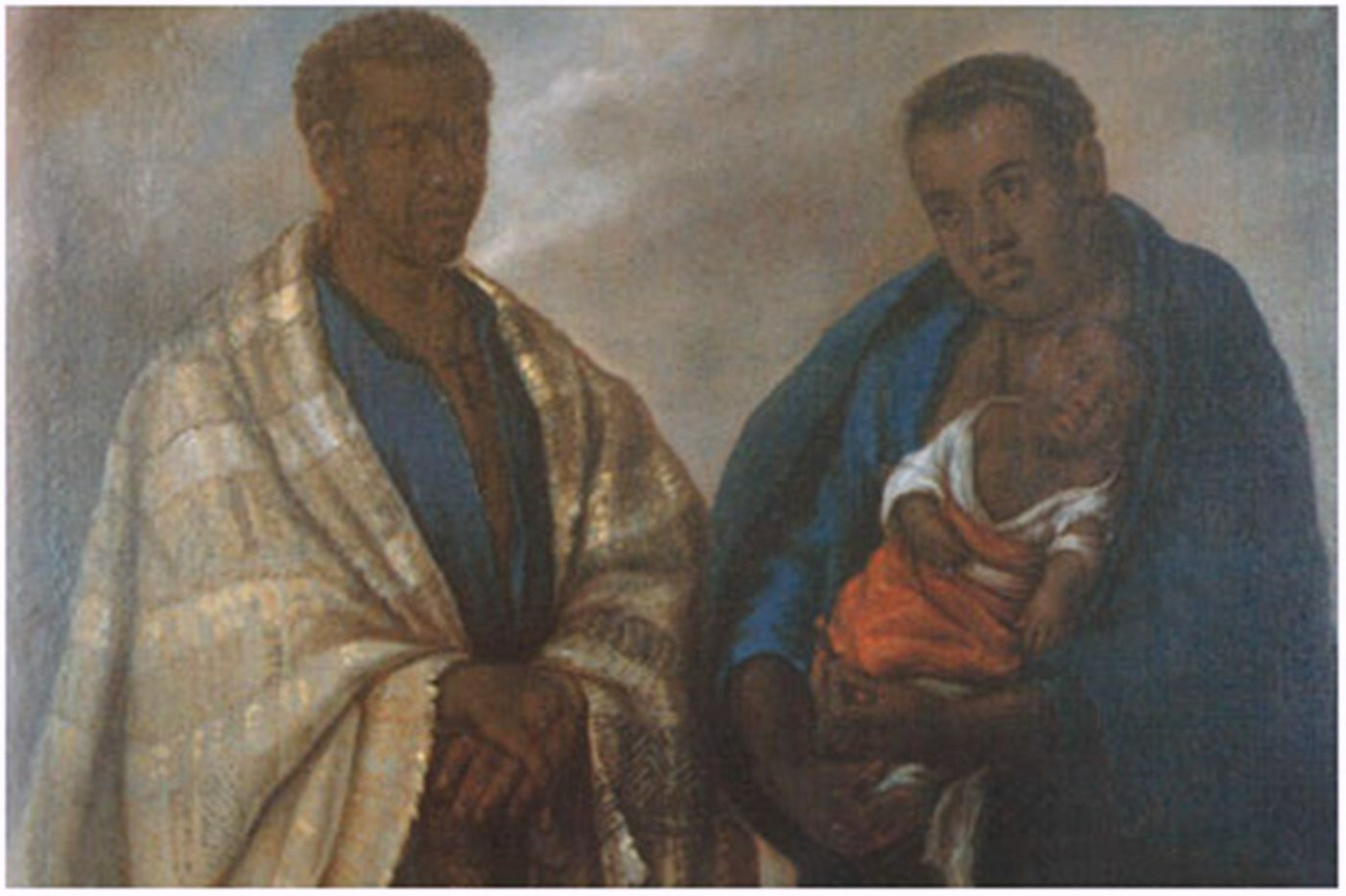
Pintura del que muestra a una familia de negros libres.

## Diferencias raciales y étnicas
Algunos términos usados para referirse a la ascendencia africana en Latinoamérica son «mulato» (mezcla de africano y europeo), «zambo/chino» (mezcla de nativo y africano), «pardo» (mezcla de africano, nativo y europeo) y «mestizo», que indica este último una mezcla de nativo y europeo en todos los casos excepto en Venezuela, en donde se usa en vez de «pardo». El término «mestizaje» se refiere a la mezcla o fusión de etnias, tanto por mera costumbre o por políticas intencionadas. En Latinoamérica, el mestizaje fue practicado en gran medida por todos los grupos étnicos y culturas, pero más ocurría entre hombres europeos y mujeres nativas y africanas.

## Representación en los medios
Los afrolatino americanos tienen apariciones limitadas en los medios. Hay críticos que acusan a los medios latinoamericanos de ignorar a las comunidades africanas, indígenas y mestizas mientras sobre representan a los latinoamericanos blancos mayormente rubios y de ojos azules o verdes en lugar de verse como latinoamericanos blancos de características típicas del sur de Europa, especialmente en telenovelas populares.
En esas telenovelas, siempre cuando algún afrodescendiente aparece es siempre lleno de estereotipos, como una sirvienta o un trabajador informal de clase baja.

## Situación en los países de la región

### Norteamérica

#### México

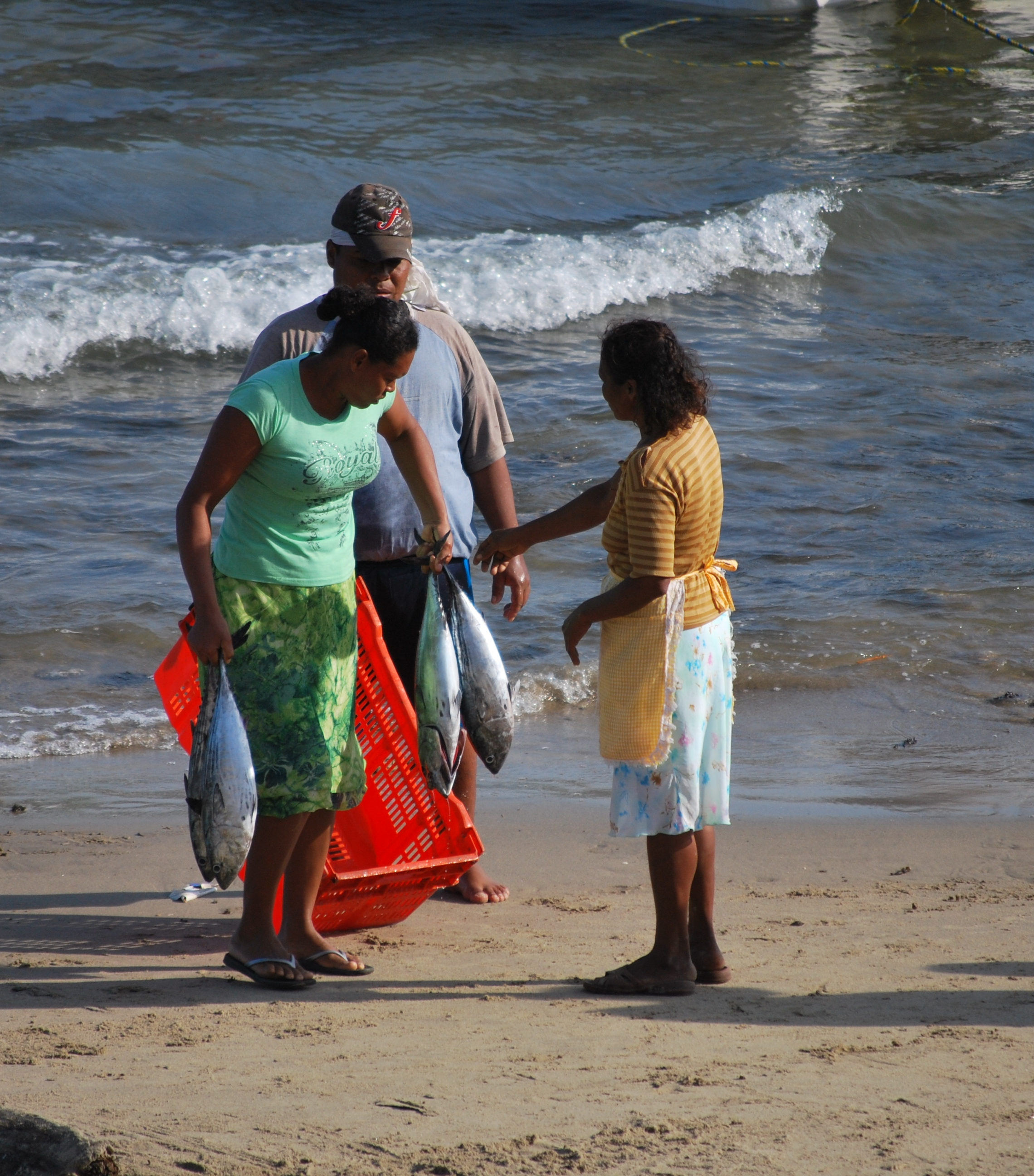
Afromexicanos en Punta Maldonado, Cuajinicuilapa, Guerrero

La gran mayoría de los afro mexicanos actuales viven en el sur del país. Aquellos que se establecieron en el norte durante el virreinato lograron asimilarse con el resto de la población, lo que hace menos perceptible su existencia en el país en comparación con otros grupos.
- El segundo presidente de México, Vicente Guerrero, un afro mexicano, emitió un decretó aboliendo la esclavitud y liberando a todos los esclavos en 1829, durante su corto periodo como presidente.
- Se tomó en cuenta la raza en el Encuentro Intercensal de 2015, en el cual 1,2% mexicanos se identificaron como afro mexicanos. La mitad de ellos también se identificaron como indígenas.

- Gaspar Yanga fundó los primeros tres asentamientos africanos en América en 1609.
- Un africano llamado Esteban el negro, siendo él un moro de España, se encaminó en la búsqueda de la ciudad legendaria de Quivira junto a Cabeza de Vaca.

- En el pasado, los hijos de la unión entre africanos e indígenas eran denominados «jarocho», «chino» o «lobo». En la actualidad, el término «jarocho» se refiere a cualquier persona que provenga del estado de Veracruz sin consideración de la ascendencia.

#### Estados Unidos
Muchos inmigrantes afrolatinos llegaron en masa a Estados Unidos por décadas, específicamente desde el Caribe: Cuba, Haití, República Dominicana y Puerto Rico. También llegaron desde Centroamérica y en menor medida desde México.[cita requerida] En el estado de California, la población mayoritaria consistía en personas de color. Sin embargo, con el paso del tiempo, su porcentaje se ha ido reduciendo drásticamente o, al menos, la forma en cómo los residentes del estado se identificaban a sí mismos ha cambiado para pasar a ser una población de mayoría blanca. Una encuesta del Pew Research Center dirigida hacia los adultos latinos concluyó que el 25% de los ciudadanos latinos del país se identifican a sí mismos como afrolatinos, afrocaribeños o de ascendencia africana con origen en Latinoamérica. Esta fue la primera vez en la cual una encuesta de alcance nacional en Estados Unidos consultó directamente a la población latina si se consideraban a sí mismos afrolatinos.

### Centroamérica
Los afrolatino americanos de Centroamérica provienen de las costas del Caribe. Las poblaciones de Belice, Guatemala, Honduras y Nicaragua son de ascendencia garífuna, afrocaribeña y mestiza, así como de ascendencia misquita. Las comunidades de Costa Rica y Panamá son mayormente de ascendencia afrocaribeña. Estas poblaciones llegaron a este último país durante la construcción del canal de Panamá, además de asentarse en Guatemala, Honduras, Nicaragua y Costa Rica para trabajar en las plantaciones de bananas y caña de azúcar.

#### Belice
La cultura beliceña es una mezcla de las culturas africana, europea y maya, aunque solo el 21% de la población del país se considera afrodescendiente. La principal comunidad de ascendencia africana son los criollos y los garífunas que habitan en los distritos de Cayo, Belice y Stann Creek (Dangriga) en el mar Caribe. La ciudad de Belice, en la costa, es el centro de la cultura proveniente del África Occidental en el país, con su población siendo mestiza de ascendencia africana, maya y europea.

#### Costa Rica
Cerca del 8% de la población del país es de ascendencia africana o mulata (mezcla entre europeo y africano) a los cuales se les denomina como afrocostarricenses. Esta comunidad se compone de cerca de 390 000 personas al nivel nacional, descendientes anglófonos de inmigrantes jamaiquinos afrodescendientes que llegaron al país en el siglo XIX. La población indígena ronda el 2,5%. En la provincia de Guanacaste, una buena parte de la población son mestizos de amerindios, africanos y españoles. Varios afrocostarricenses residen en la provincia de Limón y en el Valle Central.

#### El Salvador
Solamente el 0,13% de la población es afrodescendiente en el país. Cerca de 10 000 esclavos africanos fueron traídos a El Salvador, los cuales se mezclaron con la población local en áreas en donde se asentaron. El país no presenta poblaciones misquitas, garífunas ni anglocaribeñas debido a prohibiciones del Estado contra la inmigración de africanos en los años 1930. Estas leyes fueron abolidas en la década de 1980.

#### Guatemala
Solamente el 2% de la población del país se considera negra o mulata. La mayor comunidad afrodescendiente de Guatemala es la garífuna, residente en las ciudades de Livingston y Puerto Barrios. El resto son mulatos y afriocaribeños que viven en Puerto Barrios y en Morales. Estas ciudades forman parte del departamento de Izabal, ubicado en la costa caribeña del país. Debido al desempleo y a la falta de oportunidades, varios garífunas han abandonado el país y migraron hacia Belice o Estados Unidos. Muchas personas afrodescendientes, además, viven en diferentes partes de Guatemala, pero mayormente residen en Amatitlán, San Jerónimo y Jutiapa, aunque la mayor parte de ellos no los reconocerían debido a la pérdida de cultura en estos lugares. En San Jerónimo, según las leyendas locales de la ciudad, se dice que un barco que transportaba esclavos de África se estrelló en las costas de Guatemala previo a la invasión española. Los esclavos se volvieron libres mientras que los esclavizadores murieron. La leyenda dice que los españoles dieron el nombre de «Alta Verapaz» a ese territorio después de conquistar a las gentes de ascendencia maya y africana mediante la religión y no por la fuerza como en otras partes del país, debido a que los mayas y africanos se unieron para derrotar a los españoles por la fuerza. Los mayas y africanos se mezclaron y tuvieron descendientes previo a la aparición de los garífunas en la costa. Varios africanos se asentaron en Verapaz después de la conquista española del territorio, los cuales trajeron consigo grandes plantaciones de caña de azúcar que necesitaban más trabajadores y, desafortunadamente, esclavos.
Muchos de los esclavos traídos de África durante la época virreinal llegaron al país para trabajar en plantaciones de algodón, caña de azúcar, tabaco y café, además de ser sirvientes de los conquistadores españoles. Las plantaciones y haciendas ubicadas en las costas pacífica y caribeña de Guatemala fueron la mayor razón para justificar la esclavitud que, no obstante, no duró mucho tiempo en esas épocas por lo que todos los esclavos y sirvientes fueron liberados. Estos se dispersaron por el país, mayormente en el norte, sur y este de Guatemala. Se dice que estos esclavos libres se casaron con europeos, nativos y criollos de ascendencia no africana.
El instrumento popular nacional, la marimba, tiene sus orígenes en África y fue llevada a Guatemala y al resto de Centroamérica por los esclavos africanos durante el virreinato. Las canciones que se tocan en ella contienen influencias amerindia, africana occidental y europea tanto en forma como en estilo.
Los pueblos garífuna y afrocaribeño de Guatemala se organizan en un grupo denominado Organización Negra Guatemalteca (Onegua). Según su sitio web, Onegua es una «organización no gubernamental creada en 1995 con el objetivo de promover los intereses y luchar por los derechos de las poblaciones garífuna y afrodescendientes». También existe la Asociación Raíces Afrodescendientes Guatemaltecas.
El 26 de noviembre de 2009, varios afrodescendientes, mayormente de ascendencia garífuna, llegaron a la Catedral Metropolitana en la Ciudad de Guatemala para asistir un evento de la Iglesia hecho por garífunas de Izabal para notar que, a pesar de los 200 años de existencia de los garífunas en el país, aún no son considerados parte de la población nacional. El objetivo del evento fue el de frenar la discriminación en contra de los afrodescendientes y otros grupos étnicos en Guatemala. De acuerdo con el censo de 2002, solo 5040 personas se identificaban a sí mismos con afrodescendientes, lo que equivale a un 0,04% de la población. Estos números aumentaron gradualmente después del evento de 2009, el cual causó una gran controversia al nivel nacional cuando se transmitió por televisión. Varias regiones del país lograron, desde entonces, identificar a algunas personas como afrodescendencia con ascendencia mestiza.

#### Honduras
El censo oficial de Honduras indica que el 2% de la población, equivalente a 150 000 personas, se percibían a sí mismos como negros. Una estimación más reciente y precisa sostiene que hay al menos 600 000 afrohondureños garífunas, equivalentes al 8% de la población, una cifra cerca a la aproximación dada por la Asamblea Nacional de Organizaciones y Comunidades Afrohondureñas. Las cifras del censo se basan en autopercepciones y no empleaba la definición estadounidense del quántum de sangre para identificar la «negrura» como lo hace Henry Gates en su cálculo de la población negra de Honduras: «Las estimaciones de los afrodescendientes en Honduras son muy variables, desde 100 000 hasta 320 000 (de 1,8% a 5,8% de los 5,8 millones de personas del país en 1994)».
Si se emplease la definición del quántum de sangre para la negrura, entonces se concluiría que los negros llegaron a Honduras a principios del periodo colonial. Uno de los mercenarios que apoyó a Pedro de Alvarado durante la conquista de Honduras en 1536 fue un esclavo africano trabajando como mercenario para obtener su libertad. Alvarado envió a sus propios esclavos desde Guatemala para trabajar en los depósitos de oro de placer en el oeste de Honduras a partir de 1534. Los primeros esclavos enviados a Honduras fueron parte de una licencia concedida al obispo Cristóbal de Pedraza en 1547 para traer 300 esclavos a Honduras.
La población que se percibe a sí misma como negra se compone mayormente de antillanos, descendientes de esclavos traídos de Jamaica, Haití y otras islas caribeñas o de origen garífuna, siendo esta última una comunidad afrodescendiente que fue expulsada de la isla de San Vicente después de una rebelión en contra de los ingleses, quienes los exiliaron en Roatán. Desde esta isla, llegaron a Belice, Honduras y Nicaragua. En la actualidad, existen varios asentamientos garífunas en Honduras como Trujillo, La Ceiba y Triunfo de la Cruz. Aunque los garífunas llegaron a Honduras en 1797, son uno de los grupos indígenas oficialmente reconocidos por el Estado. Los esclavos africanos en la costa norte del país se mezclaron con los misquitos y formaron la comunidad conocida como los misquitos zambos. Algunos misquitos se consideran a sí mismos como puramente indígenas, rechazando su ascendencia africana. Los criollos negros de las Islas de la Bahía actualmente se distinguen como un grupo étnico por sus diferencias raciales de los mestizos y negros y su diferencia cultural como evangélicos anglófonos. No se les ha realizado ninguna investigación etnográfica.
Todas estas circunstancias llevaron al rechazo, por parte de varios hondureños, de su ascendencia africana, reflejado en el censo en la actualidad. «Los negros fueron más problemáticos como símbolos nacionales porque, en ese entonces, no solían representar lo moderno ni lo indígena, y su historia de separación de África concluye que no han tenido una gran civilización precolombina en América como para usar como simbología de su pasado glorioso. Por ende, los Estados latinoamericanos terminan con un mestizaje «indo-hispano» en donde a los indígenas se les engrandece como bases de la nación, mientras que se elimina o minimiza a la negrura.

#### Nicaragua
Cerca del 9% de la población nicaragüense es afrodescendiente y residen mayormente en la poca poblada costa caribeña del país. Los afronicaragüenses se encuentran en las regiones autónomas norte y sur. Son de origen antillano, descendientes de esclavos traídos desde Jamaica y de las Antillas en la época en que la región era un protectorado británico. Hay también pequeñas comunidades de garífunas, un pueblo de ascendencia caribeña, angolana, congolesa y arahuaca. Estos viven en las comunidades de Orinoco, La Fe y Marshall Point ubicadas en la Laguna de Perlas. Nicaragua posee la población africana más numerosa de Centroamérica.
De estas regiones vienen artistas, escritores y poetas como June Beer, Carlos Rigby, David McField, Clifford Glenn Hodgoson Dumbar, Andira Watson y John Oliver, y diplomáticos y políticos como Francisco Campbell y Lumberto Campbell. Entre los músicos se encuentran Caribbean All Stars, Atma Terapia Arjuna Das, Osberto Jerez y Los Gregorys, Caribbean Taste, Spencer Hodgson, Philip Montalbán, Grupo Gamma, Anthony Matthews and Dimension Costeña, Charles Wiltshire y la bailarina Gloria Bacon. Lizzie Nelson es una promotora cultural, Altha Hooker es la decana de la URACCN, Neyda Dixon es una conocida periodista y Scharllette Allen fue elegida como Miss Nicaragua en 2010.

#### Panamá
Los negros de Panamá son descendientes de esclavos del África Occidental pero también de afrocaribeños. Los llamados «afrocoloniales» son los negros con ascendencia española, mientras que los «antillanos» son aquellos que poseen ascendencia caribeña.

## Afrolatinoamericanos por país
- Afroargentino
- Afroboliviano
- Afrobrasileño
- Afrochileno
- Afrocolombiano
- Afrocostarricense
- Afrocubano
- Afroecuatoriano
- Afrohaitianos
- Afromexicano
- Afropanameño
- Afroparaguayo
- Afroperuano
- Afrouruguayo
- Afrovenezolano

## Gente notable
- Machado de Assis
- Susana Baca
- Maria Bethânia
- Pedro Campos
- Celia Cruz
- Raúl Cuero
- Oscar D'Leon
- Anténor Firmin
- Antonio Fresco
- Hanna Gabriel
- Juan Gualberto Gómez

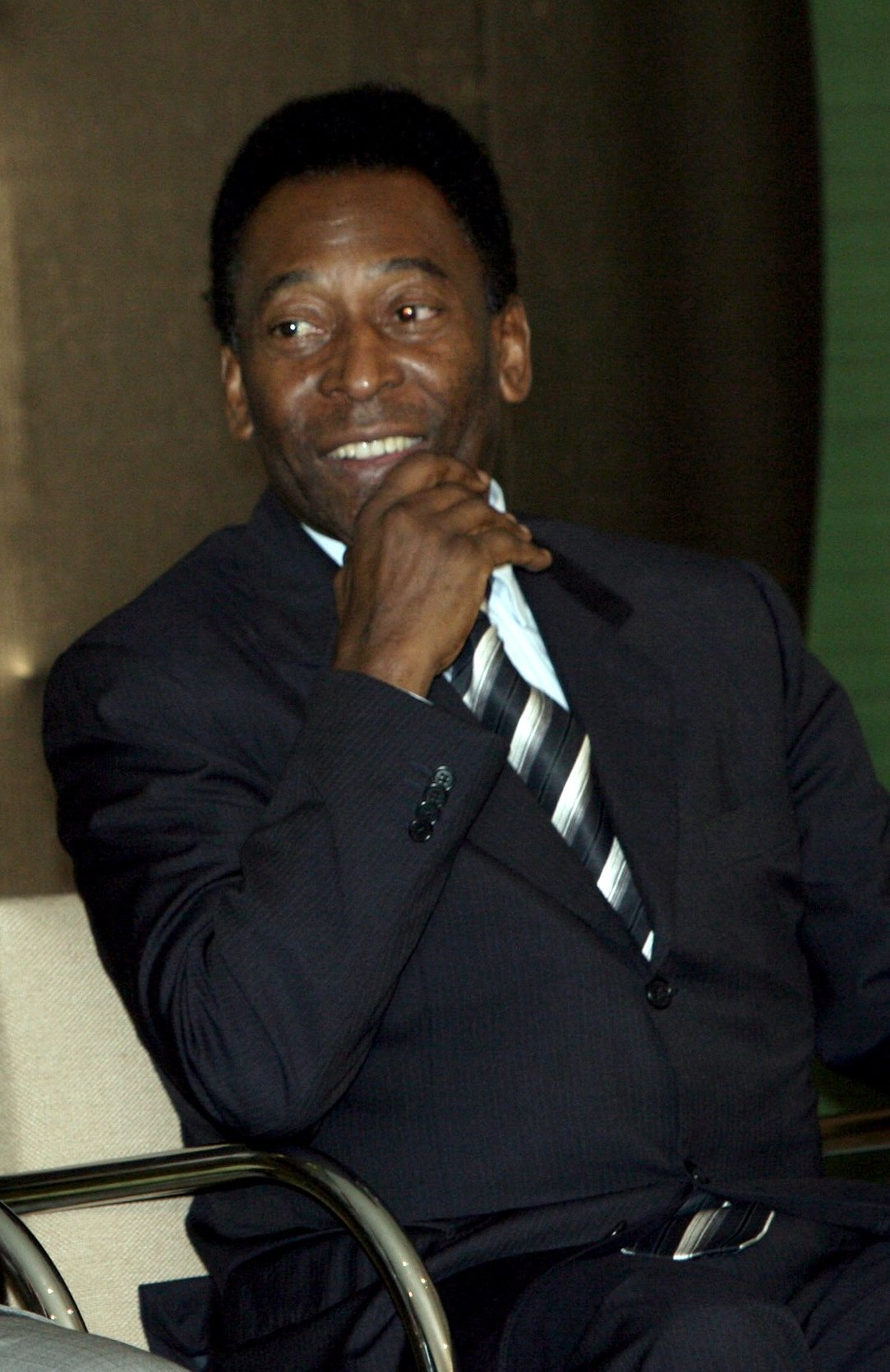
Pelé, uno de los mejores futbolistas de la historia, es afro-brasileño.

- Lt. General José Antonio de la Caridad Maceo y Grajales
- Vicente Guerrero
- Wifredo Lam
- Selenis Leyva
- Kalimba Marichal
- Margareth Menezes
- José María Morelos
- David Ortiz
- Nilo Peçanha
- Pelé
- Dascha Polanco
- Saint Martin de Porres, O.P.
- Rubén Rada
- Julio Teherán
- Chavela Vargas
- Lupita Nyong'o
- Cardi B
- Rosario Dawson
- Amara la Negra
- Neymar
- Christina Milian
- Immortal Technique